# Leslie Uggamsová
Leslie Marian Uggamsová (* 25. května 1943 Harlem) je americká herečka a zpěvačka.

## Umělecká kariéra
Od roku 1951 vystupovala v televizní show Beulah po boku Ethel Watersové. Je absolventkou Juilliard School. Za roli Georginy v broadwayském muzikálu Hallelujah, Baby! získala v roce 1968 cenu Tony. V roce 1969 uváděla na stanici CBS vlastní zábavný pořad The Leslie Uggams Show. Za roli Kizzy Reynoldsové v seriálu Kořeny podle románu Alexe Haleyho byla nominována na Zlatý glóbus a cenu Emmy. V roce 1983 získala cenu Daytime Emmy jako moderátorka pořadu Fantasy. Objevila se také v seriálu Empire a akčních filmech o Deadpoolovi.
Byla zařazena do sběratelské kolekce 72 významných Američanek Supersisters. V roce 2015 obdržela čestný doktorát Connecticutské univerzity. Podporuje Demokratickou stranu.

## Osobní život
V roce 1965 se provdala za svého manažera Grahama Pratta; bylo to jedno z prvních rasově smíšených manželství v americkém šoubyznysu. Mají dceru Danielle a syna Justice.

## Filmografie
- 1962 Two Weeks in Another Town
- 1972 Black Girl
- 1972 Konečná stanice: Peklo
- 1973 Lacinej fešák Eddie
- 1993 Sugar Hill
- 2009 Toe to Toe
- 2016 Deadpool
- 2017 Nesmrtelný život Henrietty Lacksové
- 2018 Deadpool 2
- 2021 Vrah mezi námi
- 2022 Vychovatelka
- 2022 Dotty & Soul
- 2023 Americká fikce
- 2024 Deadpool & Wolverine

## Diskografie
- 1959 The Eyes of God
- 1962 Leslie Uggams On TV with Mitch Miller's sing along chorus
- 1963 So in Love!
- 1966 A Time to Love
- 1968 What's An Uggams?
- 1969 Just to Satisfy You
- 1970 Leslie
- 1972 Try To See It My Way
- 1975 Leslie Uggams
- 2003 Leslie Uggams: On My Way To You. Songs of Alan and Marilyn Bergman